# مشاريع كبرى في تونس
المشاريع الكبرى في تونس هي مشاريع ضخمة قيد الإنجاز أو التخطيط بالجمهورية التونسية.
تستقطب تونس ذات الموقع الاستراتيجي والاقتصاد المتنوع والصلب منذ عقود استثمارات هامة أغلبها خارجية تشمل جميع المجالات أهمها البنية التحتية والنقل بمختلف أنواعه وميادين العقارات والسياحة والمصارف وتكرير النفط والطاقة والصحة والرياضة والتعليم العالي والثقافة.

## المشاريع الكبرى
تحتوى هذه القائمة على أهم المشاريع المقامة حاليا بالجمهورية التونسية:

### البنية التحتية
المشاريع الكبرى المتعلقة أساسا بالطرقات السيارة والجسور والموانئ التجارية:
| المشروع                                            | الباعث                              | الوضع       | وقت الإنتهاء المتوقع | التكاليف (م د) | المنطقة                                      | وصف |
| -------------------------------------------------- | ----------------------------------- | ----------- | -------------------- | -------------- | -------------------------------------------- | --- |
| الطريق السريعة المغاربية                           | الجمهورية التونسية                  | قيد الإنجاز | ؟                    | 4227           | الجمهورية التونسية                           | في جزئها العابر للجمهورية التونسية، ينقسم المشروع إلى 4 أقساط رئيسية: ضمن الطريق السيارة A 1 أ - - صفاقس - قابس بطول 154 كلم · قدرت تكلفته ب817 م د 50 بالمائة تمويل من الجمهورية التونسية و 50 بالمائة من البنك الأوروبي للاستثمار. · الافتتاح: 24 ماي 2018 - قابس - مدنين - رأس جدير بطول 176 كلم · تقدر تكلفته ب1000 م د وهو ممول عن طريق ميزانية الدولة التونسية ووكالة التعاون الدولي الياباني JICA بالنسبة لقسط قابس-مدنين والبنك الإفريقي للتنمية بالنسبة لقسط مدنين- رأس جدير - قابس - مدنين بطول 84 كلم · الافتتاح: 2023 - مدنين - بن قردان بطول 57 كلم · الافتتاح: 27 جويلية 2018 - بن قردان - رأس جديربطول 35 كلم · الافتتاح: 7 مارس 2021 ضمن الطريق السيارة A 3 أ - - وادي الزرقاء - بوسالم بطول 54 كلم · قدرت تكلفته ب430 م د وهو ممول عن طريق الدولة التونسية والصندوق العربي للإنماء الاقتصادي والاجتماعي (FADES). · الافتتاح: 27 نوفمبر 2016 - بوسالم - الحدود التونسية-الجزائرية بطول 80 كلم طور الدراسة · حسب مرحلة الدراسة الأولية وتقدر تكلفته بحوالي 2260 م د، سيقع الاختيار لاحقا بين مسارين مختلفين (مسار شمالي ومسار جنوبي) بعد التشاور مع الولاية والمعتمديات المعنية والجماعات المحلية بالإضافة إلى الاختيار بين إنجاز نفق أو جسر داخل المقطع الأخير من القسط والذي يبلغ طوله 25 كلم ويصل بين عمادة عين البية وصولا إلى الحدود التونسية-الجزائرية · بداية الإنجاز: لم تعلن بعد |
| الطريق السيارة (تونس قفصة)                         | الجمهورية التونسية                  | قيد الإنجاز | ؟                    | 1660           | ولايات تونس القيروان سيدي بوزيد القصرين قفصة | يندرج هذا المشروع في إطار المخطط التنموي التونسي لسنوات 2016-2020 قصد تنشيط الحركية الاقتصادية داخل الولايات والمدن الداخلية عبر ربطها بطريق سيارة سيصل طولها 385 كلم حيث ستنطلق من إقليم تونس الكبرى لتصل في مرحلة أولى إلى مدينة زغوان ثم القيروان فسيدي بوزيد وصولا إلى جلمة، لتنقسم الطريق السيارة إلى طريقين اثنين إحداهما يكمل مساره في اتجاه قفصة والآخر يتجه إلى مدينة القصرين. وسيمكن هذا المشروع التنموي الطموح من تحقيق نسب نمو مرتفعة فضلا عن تحفيز الاستثمارات في أكثر من 5 ولايات 3 منها تتمتع بسياسة التمييز الإيجابي. تحصلت الدولة التونسية على تمويل لفائدة القسط الأول السبيخة - جلمة بقيمة 481 م.د |
| الطريق السيارة الكاف - الطريق السيارة أ3           | الجمهورية التونسية                  | قيد الدراسة | ؟                    | 710            | الكاف                                        | بتكلفة تقديرية تبلغ 710 مليون دينار وبطول تقديري يبلغ 115 كلم سيتم ربط مدينة الكاف بالطريق السيارة أ3 (على مستوى مجاز الباب) مرورا بولاية سليانة وذلك في مشروع وطني قرر في سنة 2016، إنطلاق الدراسات التي تدوم 20 شهرا بالإضافة إلى 11 شهرا للمصادقة على المشروع واختيار المقاولات لانطلاق الإنجاز قد إنطلقت في جوان 2018. |
| ربط تطاوين بالطريق السيارة أ1                      | الجمهورية التونسية                  | قيد الإنجاز | 2019                 | 120            | تطاوين                                       | بتكلفة 120 مليون دينار سيتم ربط مدينة تطاوين بالطريق السيارة أ1 وذلك في مشروع وطني قرر في سنة 2017 إنطلاق الأشغال في ماي 2019. |
| الطريق الحزامية اكس 20                             | الجمهورية التونسية                  | قيد الإنجاز | 2020                 | 163            | تونس الكبرى                                  | . |
| جسر بنزرت الثابت                                   | الجمهورية التونسية الاتحاد الاوروبي | قيد الإنجاز | جوان 2026            | 610            | بنزرت                                        | سيكون طول هذا الجسر نحو 2 كيلومتر على ارتفاع 69 مترا من سطح البحر باستثمارات تناهز 610 مليون دينار، على يتم الانتهاء من الأشغال خلال 38 شهرا، ليساهم هذا المشروع في دفع التنمية المستدامة في ولاية بنزرت. وسيكون جسر بنزرت الجديد قابلا للاستغلال لمدة طويلة جدا تغني عن استثمارات جديدة لإصلاحه أو لتغييره. فازت شركة Sichuan Road and Bridge Group بطلب العروض في 26 مارس 2024 على ان ينطلق في افريل 2024. |
| جسر الجرف-أجيم                                     | الجمهورية التونسية الصين            | قيد الدراسة | 2023                 | 900            | جزيرة جربة الجرف                             | يهدف المشروع إلى إحداث وصلة دائمة تربط منطقة الجرف بجزيرة جربة مع ضرورة المحافظة على توازن النظام البيئي ببحيرة بوغرارة نظرا إلى ما تكتسيه من مردودية اقتصادية للجهة. وسيساهم المشروع في دفع العجلة الاقتصادية باعتبار أن جزيرة جربة هي من الأقطاب السياحية بالجنوب التونسي ومن أبرز مناطق استقطاب الاستثمار في المجال السياحي. |
| جسر رادس - حلق الواد                               | الجمهورية التونسية اليابان          | أُنجز        | 2009                 | ؟              | تونس العاصمة                                 | يشق جانبا من بحيرة تونس وقد افتتح في 2009. وقامت بإنجازه شركة يابانية ومؤسسة المقاولون العرب المصرية بتمويل ياباني. ويتكون العنصر الأبرز في هذا المشروع من جسر معلق مشدود بكوابل مثبتة في برجين أساسيين علوهما نحو 45 مترا فوق سطح البحر يرتكزان على أوتاد عميقة جدا ذات قطر يناهز المترين للواحد ويعلو الجسر على سطح الماء بنحو 20 مترا. |
| الميناء التجاري في المياه العميقة في مدينة النفيضة | الجمهورية التونسية                  | قيد الدراسة | ؟                    | 2500           | النفيضة                                      | بدأت أشغال تهيئة الأرض التي سيقام عليها المشروع في أوت 2015. أكد وزير النقل هشام بن أحمد أن بداية الأشغال الفعلية ستنطلق في ديسمبر 2019 |
| مشروع حماية تونس الغربية من الفيضانات              | الجمهورية التونسية اليابان          | أنجز        | 2017                 | 131.2          | الجزء الغربي من إقليم تونس الكبرى            | تنجز الحكومة التونسية مشروعا ضخما يهدف إلى حماية منطقة تونس الغربية من الفيضانات بقيمة تفوق 100 مليون دينار ممولة عن طريق قرض من الوكالة اليابانية للتعاون الدولي. ويهدف هذا المشروع الذي تشرف على إنجازه إدارة المياه العمرانية بوزارة التجهيز، إلى حماية الأحياء الأكثر عرضة للفياضانات بتونس الغربية وهي محيط سبخة السيجومي وأحياء الزهور وخزندار وقصر السعيد وابن سينا والدندان. وتتمثل مكونات المشروع اللذي تم تقسيمه إلى 3 أقساط في: - تهيئة وادي باردو وحي ابن سينا بشبكة من المسيلات بقياسات مختلفة على طول جملي يقدر بحوالي 5 كلم - تهيئة القنال المشترك وادي باردو-قريانة بشبكة من المسيلات بقياسات مختلفة على طول جملي يقدر بحوالي 5 كلم - تهيئة قنال لتفريغ سبخة السيجومي على طول 6.3 كلم نسبة الأشغال ناهزت 70 بالمائة في 25 سبتمبر 2017 |
| نفق الوطن القبلي - صقلية                           | الجمهورية التونسية إيطاليا          | أُلغي        | ؟                    | 20 مليار دولار | الوطن القبلي تراباني                         | نفق صقلية - الوطن القبلي أو النفق بين إيطاليا وتونس هو مشروع إنجاز نفق تحت البحر بين مقاطعة تراباني بصقلية (إيطاليا) و الوطن القبلي (تونس) بتكلفة إجمالية قد تصل إلى 20 مليار دولار أمريكي، ويبلغ طوله 60 كم. ستكون مدة إنجازه حوالي 10 سنوات. |

### النقل
المشاريع المتعلقة أساسا بالمطارات والنقل الجماعي:
| المشروع                                      | الباعث             | الوضع       | وقت الإنتهاء المتوقع | التكاليف (م د) | المنطقة           | وصف |
| -------------------------------------------- | ------------------ | ----------- | -------------------- | -------------- | ----------------- | --- |
| الشبكة الحديدية السريعة                      | الجمهورية التونسية | أُنجز        | 2021                 | 1100           | إقليم تونس الكبرى | سيوفر مشروع الشبكة الحديدية السريعة حسب المقدم العديد من الميزات التفاضلية لمتساكني تونس الكبرى على مستوى طاقة الاستيعاب حيث سيمكن الإنجاز من تأمين نقل 600 ألف مواطن بالإضافة إلى تعزيز تواتر السفرات والتخفيض في انبعاثات الغازات المتسببة في التلوث. وبين المقدم أن حمولة القطار الواحد تعادل حمولة 50 حافلة أو 1700 سيارة خاصة. نسبة الإنجاز: 41 بالمائة (سبتمبر 2018). |
| ميترو صفاقس                                  | الجمهورية التونسية | قيد الدراسة | 2025                 | 2.8            | صفاقس             | استكمل المشروع مرحلة الدراسات |
| مطار النفيضة الحمامات الدولي                 | تركيا              | أُنجز        | 2009                 | 300            | النفيضة           | يقع 90 كم جنوب العاصمة وهو مطار عصري وضخم تنجزه شركة تركية تي أي في (TAV) بتمويلها الخاص مع حق استغلاله لمدة 40 سنة وسيتسع ل 5 ملايين مسافر سنويا منذ بداية استعماله في 2009 وهي المرحلة الأولى من المشروع إذ أنه من المبرمج أن تصل سعته على مراحل إلى 22 أو حتى إلى 30 مليون مسافر سنويا.                                                                                  |
| مشروع أضخم مطار في تونس                      | الجمهورية التونسية | قيد الدراسة | 2030                 | 2250           | أوتيك ولاية بنزرت | تونس ستبني مطارا جديدا بمواصفات عالمية في بنزرت، في إطار سعيها لاجتذاب المزيد من المسافرين وتخفيف الضغط عن مطار تونس-قرطاج الدولي |
| شركة لتفكيك الطائرات في مطار طبرقة عين دراهم | الجمهورية التونسية | قيد الدراسة | ؟                    | ؟              | ولاية جندوبة      | أبدى المجلس الوطني للطيران المدني المجتمع الأربعاء 30 أوت 2017 برئاسة أنيس غديرة وزير النقل، موافقته المبدئية على بعث شركة لتفكيك الطائرات في مطار طبرقة - عين دراهم الدولي وبعث شركة مختصة في الخدمات الجوية بالمطارات التونسية. في 8 فيفري 2021، أكد وزير النقل واللوجستيك معز شقشوق أن العمل يجرى حاليا لتذليل الصعويات من اجل انطلاق العمل به.                          |

### السياحة، الثقافة والرياضة
المشاريع المتعلقة أساسا بالمنتجعات السياحية والمشاريع الكبرى الموجهة للثقافة والرياضة والترفيه:
| المشروع                        | الباعث                   | الوضع       | وقت الإنتهاء المتوقع | التكاليف (م د) | المنطقة            | وصف |
| ------------------------------ | ------------------------ | ----------- | -------------------- | -------------- | ------------------ | --- |
| المنتجع السياحي الصحراوي بتوزر | الديار القطرية           | أنجز        | 2019                 | 160            | ولاية توزر         | تم تصميم مشروع منتجع توزر الصحراوي ليكون أحد منتجعات فئة الخمس نجوم. ويقوم العاملون على المشروع بوضع الخطط اللازمة لضمان بناء المنتجع وفق معايير الجودة والاستدامة الدولية وبما يتوافق مع طبيعة البيئة المحلية المميزة للمشروع. وسيضم المنتجع عددا من الأجنحة الفاخرة وناديا صحيا وملاعب، ومحلات تجارية وقاعات للمؤتمرات ومسرحا رومانيا وخيمة عربية، بالإضافة إلى قرية ثقافية ذات طابع عربي وتراثي فريد. وسيقدم المشروع فكراً جديداً للحياة العصرية الممزوجة بعبق التراث العربي الأصيل، وستضيف المطاعم الراقية وسط الطبيعة الخلابة تجربة صحراوية فريدة من نوعها، حيث إن المنتجع يجاور مائتي نبع ماء وواحة نخيل وكذلك بحيرة أملاح طبيعية. وقد اعتمد مصممو المنتجع على تكامله مع المعطيات الطبيعية المحيطة به ليحقق كلاً من الاستدامة والحفاظ على البيئة. الإفتتاح: مارس 2019. |
| مدينة الثقافة                  | الجمهورية التونسية       | أُنجز        | 2018                 | 76.3           | تونس العاصمة       | بين وسط مدينة تونس وضفاف البحيرة على مساحة جملية تبلغ 9 هكتارات منها 7,08 هكتارات مغطاة، ويمسح القسط الأول منها 4,9 هكتارات مغطاة تكون جاهزة في أواخر سنة 2008 وتحتوي على أوبرا بها 1800 مقعدا وأوديتوريوم به 700 مقعدا ومسرحا تجريبيا به 400 مقعدا و7 أستوديوهات لإنتاج الموسيقى والمسرح والرقص بالإضافة إلى ميدياتاك وسينماتاك وقاعات عرض وأخرى لحفظ الابداعات الفنية ومحلات تجارية ذات علاقة بالثقافة وبرج ارتفاعه 60 مترا في شكل فني ويمكن من مشاهدة العاصمة وضواحيها. أما القسط الثاني سينجز على مساحة 2,2 هكتارات ويحتوي على متحف الحضارات وسيمكن زائره من استعراض الحضارات الخمس الأساسية المتعاقبة على تونس على امتداد ثلاثة آلاف سنة من التاريخ. وسيميز هذه المدينة في جزئيها الأول والثاني طابعها المعماري العربي الإسلامي.                                     |
| مارينا بنزرت                   | الجمهورية التونسية       | أنجز        | 2018                 | 170            | بنزرت              | تنجزها شركة كاب 3000 (CAP 3000) باستثمار قدره 170 مليون دينارا تونسيا أي حوالي 140 مليون دولار، وهي ميناء سياحي كبير في مدينة بنزرت الواقعة بأقصى شمال الجمهورية على مسافة 60 كم شمال تونس العاصمة، ويهدف هذا المشروع السياحي الكبير إلى تطوير السياحة بصفة عامة في هذه المدينة وسياحة اليخوت بصفة خاصة إذ يحتوي هذا الميناء الترفيهي على مراسي 1000 يخت من مختلف الأحجام ونزل ذو سبعة طوابق له نفس الطابع المعماري الجميل للبنايات المجاورة بالإضافة إلى محلات تجارية ومرافق أخرى، ويعتبر موقع مدينة بنزرت (على مسار البواخر واليخوت العابرة للبحر المتوسط بين تونس وجزيرة صقلية) بالإضافة إلى جمال هذه المدينة والازدياد الكبير لعدد اليخوت في العالم أهم دوافع هذا الاختيار                                                                                            |
| المدينة الرياضية بصفاقس        | الجمهورية التونسية       | قيد الإنجاز | 2021                 | 260            | صفاقس              | سيتضمن مستشفى جامعي وملعب كرة قدم يتسع ل4 آلاف متفرج و3 ملاعب فرعية لكرة القدم للتمارين وملعب للرقبي يتسع ل500 متفرج ومركز لألعاب القوى يتسع ل5 آلاف متفرج قاعة متعددة الإختصاصات توسع ل6آلاف متفرج و3 قاعات فردية ومسبح مغطى يتسع ل500 متفرج وآخر مكشوف لكن لم يتم الإفصاح عن عدد المتفرجين فيه ومركز إقامة بطاقة إستيعاب 250 سرير سيتم إفتتاحه في 2021. |
| مدينة تونس للسباقات F1         | الجمهورية التونسية       | قيد الدراسة | 2020                 | 500            | ؟                  | مدينة جديدة تتضمن حي سكني وآخر تجاري وحلبة بطول 5كم، ملعب صولجان، ناد للتنس،3 نزل ومركز تجاري |
| مشروع الخُمسة                   | الجمهورية التونسية       | قيد الدراسة | ؟                    | 4000           | قربص، الوطن القبلي | ستكون على طريقة جزيرة النخلة في الإمارات العربية المتحدة، ولكن ستكون في شكل "خُمسة" وفق المخطط الذي تم عرضه، تمتد هذه "الخمسة" على مسافة 4 كيلومتر داخل البحر وتحتوي على أبراج ضخمة ونزل فاخرة من فئة الخمس نجوم، من بينها نزل متكون من 60 طابقا، بالإضافة إلى 123عمارة مهيئة للسكن ومعرض دولي ومنطقة فنية وبإمكان المشروع استقطاب نحو 20 مليون سائح سنويا. |
| مارينا القصور                  | الإمارات العربية المتحدة | ألغي        | ؟                    | 5000           | ؟                  | تنجزها شركة مجموعة إعمار الإماراتية. وهي قرية سياحة متكاملة تحتوي على مارينا (أي ميناء سياحي وترفيهي) و 315 مراسي لليخوت والبواخر السياحية و 4000 إقامة من فيلات ومنازل وشقق بالإضافة إلى 6 فنادق فاخرة وعدة مراكز ترفيهية ورياضية ونادي شاطئي ونادي يخوت وميدان للقولف به 18 ثقبا. |

### الطاقة
المشاريع المتعلقة أساسا بالطاقة والمناجم:
| المشروع                             | الباعث                     | الوضع | وقت الإنتهاء المتوقع | التكاليف (م د) | المنطقة                  | وصف |
| ----------------------------------- | -------------------------- | ----- | -------------------- | -------------- | ------------------------ | --- |
| مولد كهربائي كبير في مدينة الهوارية | إيطاليا                    | ألغي  | ؟                    | 3 مليار دولار  | الهوارية، الوطن القبلي   | الواقعة بشمال الوطن القبلي التونسي أي بالقرب من جزيرة صقلية بهدف إنتاج الكهرباء للاستهلاك المحلي في تونس وللتصدير لإيطاليا كما سيتم الربط الكهربائي بين تونس وإيطاليا وسينجز كل هذا باستثمارات إيطالية تبلغ ملياري أورو أي حوالي 3 مليارات دولار، وتبلغ قوة المولد 1200 ميغاوات. |
| محطة جديدة لتكرير النفط بالصخيرة    | الجمهورية التونسية         | معطل  | ؟                    | ؟              | الصخيرة                  | تقع على مسافة 350 كم جنوب العاصمة وستنجز هذه المحطة الجديدة لتكرير النفط شركة قطرية كانت قد فازت بطلب عروض دولي بتكلفة تقدر ب 1,8 مليار دولار، وستمكن هذه المحطة تونس من الاستغناء عن شراء النفط المكرر الغالي وبيع النفط الخام الرخيص وهو ما جعل الميزان النفطي التونسي سلبيا منذ بداية هذا القرن الواحد والعشرين فالمحطة الوحيدة الموجودة ببنزرت والمنشأة في 1963 أصبحت غير كافية لتلبية حاجيات تونس. وبفضل محطة التكرير الجديدة ينتظر أن يصبح الميزان التجاري النفطي التونسي (أي قيمة الصادرات النفطية ناقص قيمة الواردات النفطية) ايجابيا من جديد. |
| مشروع غاز الجنوب (تونس)             | الجمهورية التونسية         | أنجز  | 2018                 | ؟              | ولاية تطاوين، ولاية قابس | وهو مشروع خط أنابيب ينقل الغاز من قابس إلى تطاوين نسبة الإنجاز: 100 بالمئة (أفريل 2018) |
| مصنع إسمنت                          | الكويت                     | ألغي  | ؟                    | ؟              | ؟                        | مصنع كبير وجديد لإنتاج الإسمنت باستثمار كويتي ويأتي ليتكامل مع المشاريع العقارية الضخمة التي ستشهدها البلاد. |
| مصنع فسفاط                          | الجمهورية التونسية         | ألغي  | ؟                    | ؟              | ؟                        | مصنع جديد لاستخراج الفسفاط في تونس التي تعتبر أحد أهم منتجي هذه المادة في العالم وذلك بعد أن تضاعفت أسعار الفسفاط 4 مرات خلال السنة الفارطة نتيجة لارتفاع أسعار المواد الغذائية، مما جعل الكثير من المستثمرين يبدون رغبتهم في إنجاز هذا المشروع ومن بينهم أوراسكوم المصرية. |
| مشروع محطة ذات دورة مزدوجة ببنزرت   | تونس                       |       | ؟                    | 760            | ولاية بنزرت              | مشروع محطة ذات دورة مزدوجة ببنزرت . |
| محطة إنتاج الكهرباء “رادس ج”        | الجمهورية التونسية اليابان | أُنجز  | 2020                 | 816            | ولاية بن عروس            | محطة ذات دورة مزدوجة بقدرة 450 ميغا وات، توفير 2000 موطن شغل خلال مراحل المشروع. |

### متنوع
المشاريع متنوعة الخصائص والأهداف والتي غالبا ما ترتبط بأهداف التنمية المستدامة:
| المشروع                                             | الباعث                              | الوضع       | وقت الإنتهاء المتوقع | التكاليف (م د) | المنطقة                                           | وصف |
| --------------------------------------------------- | ----------------------------------- | ----------- | -------------------- | -------------- | ------------------------------------------------- | --- |
| مرفأ تونس المالي                                    | بيت التمويل الخليجي                 | قيد الإنجاز | 2019                 | 6500           | عمادة الحسيان، معتمدية قلعة الأندلس، ولاية أريانة | مرفأ مالي دولي يمتد على 521 هكتارا في عمادة حسيان الواقعة بين رواد وقلعة الأندلس (بولاية أريانة أي شمال تونس العاصمة) على قطعة أرض تابعة للدولة، وسينجزه بيت التمويل الخليجي وهي مؤسسة مالية بحرينية تنوي تحويل تونس إلى مركز مالي إقليمي. ويحتوي هذا المشروع البالغة كلفته 3,5 مليارات من الدولارات على مركز أعمال (بنوك وشركات تأمين ومكاتب خدمات...) ومؤسسات جامعية متعلقة خاصة بالميدان الاقتصادي والمالي ومستشفيات خاصة ومارينا (ميناء ترفيهي) ومركز تجاري ومحلات تجارية ومركز سكني متكون من 500 فيلا وميدان للقولف وملعب رياضي. بدأت أشغال تهيئة الأرض التي سيقام عليها المشروع في أواخر سنة 2015. كما تم الاتفاق على اعادة احياء المشروع في زيارة لرئيس الجمهورية التونسية الباجي قائد السبسي لمملكة البحرين في اواخر شهر جانفي 2016، ومن المتوقع احداث 16 الف موطن شغل بحجم استثمارات قدرت بـ3.5 مليار دولار أمريكي. |
| مشروع تبارورة                                       | الجمهورية التونسية                  | قيد التنفيذ | ؟                    | ؟              | صفاقس                                             | هو مشروع سياحي وبيئي وعقاري في صفاقس يهدف إلى تنظيف وتهيئة شواطئ مدينة صفاقس على طول 6 كم من السواحل تمتد من الميناء إلى مسرح سيدي منصور، وتوفر 400 هكتارا من الأرضي التي ستخصص لبناء منطقة سياحية بطاقة 2600 سرير وأخرى سكنية تتسع لقرابة 22 ألف ساكن. |
| مشروع غابة الصحراء                                  | الجمهورية التونسية                  | قيد الإنجاز | 2019                 | 80             | دوز، ولاية قبلي                                   | يهدف مشروع جديد يحمل اسم "الصحراء الكبرى" إلى بناء مزارع بتكلفة 30 مليون دولار على مساحة 10 هكتارات من الأراضي الصحراوية في تونس. وبينما يجري بناء أكبر منشأة تابعة لهذا المشروع في الأردن، سيتم توظيف العديد من السكان المحليين في تونس كمزارعين وفنيين، حيث يحظى المشروع بدعم من الحكومة التونسية التي تسعى للتخفيف من أثار ارتفاع درجة حرارة الأرض. و يطمح مشروع الصحراء الكبرى، في يوم ما، أن يقوم بخدمة 4 الاف هكتار من الأراضي الصحراوية، وتوظيف 6000 شخص، وإنتاج حوالي 170 ألف طن من الطعام سنويا. |
| تطهير بحيرة بنزرت                                   | الجمهورية التونسية الاتحاد الاوروبي | قيد الإنجاز | 2020                 | 220            | بنزرت                                             | يندرج المشروع في إطار برنامج الشراكة الأورو- متوسطيّة في أفق 2020 وسيتمّ تنفيذه على مدى 5 سنوات (2016-2020) حيث يهدف أساسا إلى تطوير شبكة الصّرف الصحّي في المنطقة وإعادة تأهيل ثلاث محطّات لمعالجة مياه الصّرف الصحّي تقع على ضفاف البحيرة والحدّ من التلوّث الصّناعي. |
| الأكاديمية الدبلوماسية                              | الجمهورية التونسية الصين            | أنجز        | 2021                 | 72             | تونس العاصمة                                      | تهدف الأكاديمية إلى تكوين دبلوماسيين من مستوى عال مواكبين لمستجدات العلاقات الدولية ومقتضيات الدبلوماسية الجديدة. كما ستمكّن الإطارات التونسية المكلّفة بالتعاون الدولي في مختلف المواقع من التكوين المناسب لتحسين أدائهم وإضفاء مزيد النجاعة في التعامل والتواصل والتفاوض مع شركائهم الأجانب. و تم إفتتاح الأكاديميّة في 25 جانفي 2024z |
| ربط بقية مدن تونس بشبكات التطهير وإنشاء مراكز تطهير | الجمهورية التونسية                  | قيد الإنجاز | 2019                 | ؟              | كامل الجهمورية التونسية                           | - ربط دار علوش بشبكات التطهير إلى مركز تطهير نابل - ربط برج العامري بشبكات التطهير - إنشاء مراكز تطهير بكل معتمديات ولاية القصرين - ربط 28 مدرسة بالصرف الصحي - ربط عدد من أحياء تطاوين وغمراسن بالصرف الصحي - إنشاء محطة تطهير في الرمادة - إنشاء مجطة تطهير بالذهيبة - ربط المنطقة الصناعية بمجاز الباب بقنوات للتطهير - بناء محطة تطهير ريفية بسيدي إسماعيل - ربط وادي الزرقة بقنوات التطهير - إنجاز محطة تطهير بوادي الزرقة - توسيع محطة التطهير بمجاز الباب - توسيع محطة التطهير بباجة |
| Le Vicomte                                          | مملكة البحرين                       | أنجز        | 2020                 | ؟              | سوسة                                              | سيتم بناء مجمع Le VICOMTE الذي بدأت أعماله في أكتوبر 2016 على مساحة 5000 متر مربع في وسط مدينة سوسة على الطريق السياحي. تم بناءه في 5 طوابق، RDCH ، طابق نصفي جزئي وسرداب. يتم حجز الطابقين السفليين الأخيرين لموقف السيارات الذي يتكون من 350 مقعدًا، مع حوالي 50 مكانًا في RDCH. تتكون الطوابق من 1 إلى 5 من 3 أبنية، اثنان منها مخصص للشقق، وكتلة مركزية للمكاتب |
| Mall of Sousse                                      | الجمهورية التونسية                  | أنجز        | 2019                 | 160            | ولاية سوسة                                        | في مدينة القلعة الكبرى تم تقرير إنجاز أكبر مغازة في تونس وشمال إفريقيا وسيمتد على سبعة هكتارات وسيتم إعطاء الأولوية للشركات الوطنية والعربية لإكتراء محلات بداخلها |
| مدينة تونس الإقتصادية                               | د. رياض خليفة التوكابري             | أُلغي        | ؟                    | 50000          | النفيضة                                           | ستحتضنها المنطقة الواقعة بين النفيضة وبوفيشة مابين الطريقين الوطنية والسيارة من الغرب وشاطئ والبحر من الشرق وسط شرق تونس (على بعد 40 كلم من مدينة سوسة). ويمتد هذا المشروع على مساحة 90 كلم مربع، وهو بتمويل من المستثمرين السعوديين. وسيوفر هذا المشروع خلال العشر سنوات الأولى قرابة 250 ألف موطن شغل، وهو مشروع موجه لبناء أول مدينة اقتصادية وسياحية واجتماعية وثقافية في أفريقيا. وسيشمل المشروع عددا من المناطق الصناعية والمستودعات الكبرى المعدة لتخزين المنتجات بأصنافها، إضافة إلى ميناء تجاري ضخم قادر على استقبال كبرى سفن الملاحة والتجارة ومنطقة للتجارة الحرة منفتحة على كل القارات ومنطقة سياحية ترفيهية ذات مواصفات عالمية ومدينة طبية ذات طاقة استيعاب كبرى وتتمتع باختصاصات طبية دقيقة ومركز لصنع الأدوية ومدينة جامعية تضمن جميع الاختصاصات العلمية ولها القدرة على استقطاب الطلبة من جميع أنحاء العالم، إضافة إلى مدينة سكنية ومدينة ترفيهية ومدينة للإعلام. رفضت رئاسة الحكومة التونسية اعتماد هذا المشروع كمنوال تنموي حيث ان موقف الحكومة واضح وهو أن يتم تقسيم المشروع إلى عدة مشروعات وتوزيعها على الولايات التي يركز عليها مخطط التنمية الحالي 2016 - 2020، حيث شددت مصادر حكومية أنه على الرغم من ترحيبها بمثل هذه المشاريع العملاقة إلا أنه لا يجب الإسراع في اتخاذ أي خطوات غير محسوبة خاصة وأن عدة مناطق بالبلاد لا تزال تحتاج إلى التنمية. |
| تونس سيتي سنتر                                      | الجمهورية التونسية                  | أُلغي        | ؟                    | ؟              | تونس العاصمة                                      | تونس سيتي سنتر في تونس العاصمة على مساحة 4,27 هكتارا انطلقت في إنجازه الشركة العقارية التونسية السعودية في يونيو 2008 باستثمار قدره 100 مليون دينارا تونسيا أي حوالي 85 مليون دولارا وتدوم أشغاله 3 سنوات. ويحتوي على مركز للتسوق به سوبر ماركت كبير و4 قاعات سينما ومحلات تجارية وعدة أبراج للمكاتب وأربعة أبراج سكنية ومأوى سيارات يتسع ل9000 سيارة. |

## وصلات خارجية
- المشاريع الكبرى التي سترى النور في تونس نسخة محفوظة 10 فبراير 2009 على موقع واي باك مشين.
- المشاريع الكبرى التي سترى النور في تونس (2)[وصلة مكسورة]